# Michael Heinrich Rentz

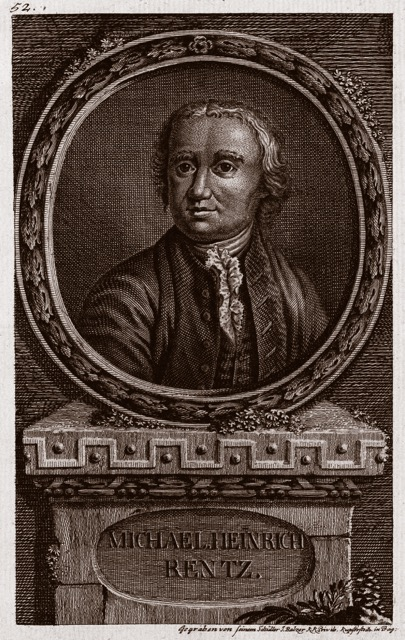
Michael Heinrich Rentz (1775), Porträt seines Schülers Johann Balzer

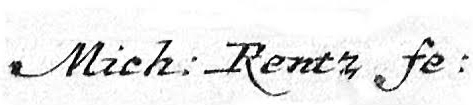
Unterschrift von Michael Heinrich Rentz

Michael Heinrich Rentz (auch Renz; tschechisch Michal Jindřich Rentz; * 6. Januar 1698 in Nürnberg; † 1. Hälfte 1758, Kukus in Böhmen) war ein Kupferstecher und Zeichner des böhmischen Hochbarocks.

## Leben

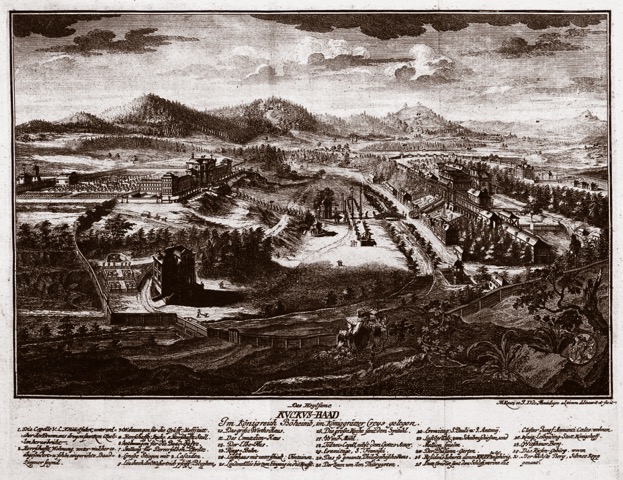
Michael Heinrich Rentz und Johann Daniel de Montalegre: Kleine Ansicht von Kukus, 1723

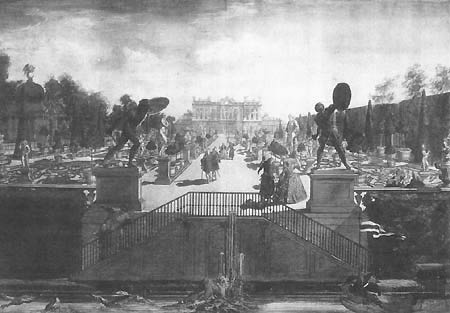
Michael Heinrich Rentz: Palast von Branicky (1752)

Michael Heinrich Rentz wurde in eine Familie von Gürtlern geboren (im Kirchenregister unter dem Eintrag „Rentz = Messingschmeidmeister, Messingschmeidmacher“) und konnte sich deshalb schon als Kind mit dem Stichel vertraut machen. Das Kupferstechen erlernte er in Nürnberg, in der Werkstatt von Josef à Montalegre. Rentz vertiefte gleichzeitig seine Kenntnisse in der Nürnberger Zeichnerschule von Johann Daniel Preissler. Nach dem Tod seines Meisters Josef à Montalegre (1718) führte Rentz unter Mitwirkung von dessen Sohn Johann Daniel die Werkstatt bis 1722 weiter. Es wurden hauptsächlich Stiche mit Details der damaligen Architektur nach Zeichnungen von Johann Jacob Schübler gestochen. Dabei ragt besonders das Buch „PERSPECTIVA / PES PICTVRAE . . .  als das Haupt-Fundament der edlen Mahlerei“  heraus, Nürnberg 1. Ausgabe 1720. Es zeigt die ersten Titelblätter von Rentz mit ungefähr zwanzig Muster-Projektionen imaginärer Räume und Beispiele des Schattenwurfs von Gegenständen. Noch in der Nürnberger Werkstatt stach Rentz drei große Stiche nach Zeichnungen von Jan Ferdinand Schorr, der für die Westfassade des Veitsdoms in Prag anlässlich der Seligsprechung des (ab 1729 heiligen) Johannes Nepomuk 1721 sogenannte theatra honoris, d. h. Ehrenpforten, entworfen hatte. Auf Einladung des Grafen Franz Anton Sporck übersiedelte Rentz in der zweiten Hälfte des Jahres 1722 nach Kukus in Böhmen, dem Sitz des Grafen. Er wurde von der Witwe Susanna de Montalegre und deren vier Kindern begleitet. In Kukus arbeitete Rentz während der folgenden fünfzehn Jahre als Illustrator der Bücher, die der Graf Sporck herausgab. So entstanden Hunderte von Stichen, bis etwa 1725 unter der Mitarbeit von Johann Daniel de Montalegre.
Nach dem Tod des gräflichen Mäzens (1738) arbeitete Rentz weitere zwanzig Jahre in den bescheidenen Verhältnissen der ehemals berühmten Bäder von Kukus. Dabei entstanden vorwiegend „Heiligenbilder“ als unbedeutende Auftragsarbeiten. In der Zeit von 1747 bis 1750 (?) zeichnete und stach Rentz Ansichten der Herrschaft des königlichen Hejtmans Jan Klement Branicky im polnischen Białystok. Im Siebenjährigen Krieg, nach der verlorenen Schlacht bei Leuthen, flüchteten Tausende Soldaten der geschlagenen österreichischen Armee zurück, gefolgt von einer Typhusepidemie, die neben vielen anderen Opfern in der Herrschaft von Sporck auch Rentz dahinraffte. Der Schild- und Freskomaler Casimir Rentz (24. April 1749–1799) war sein Sohn.

## Werk
Michael Heinrich Rentz beherrschte hervorragend die Technik des Radierens, verbunden mit dem Kupferstich. So wurde er Hof-Stecher des Grafen Sporck und illustrierte viele von Sporck herausgegebene Bücher. Zudem leitete er die Werkstatt, wo unter anderem Johann Balzer bei ihm in die Lehre ging. Aufgrund seiner Eigenständigkeit, Erfindungsgabe als Zeichner und seiner Beherrschung der grafischen Technik gilt er als einer der besten böhmischen und bedeutender europäischer Grafiker des 18. Jahrhunderts. Am 14. November 2001 gab die tschechische Post eine Briefmarke im Wert von 12 Kronen mit Rentz’ Stich Mariä Verkündigung aus.

### Kupferstecher des Grafen F. A. Sporck

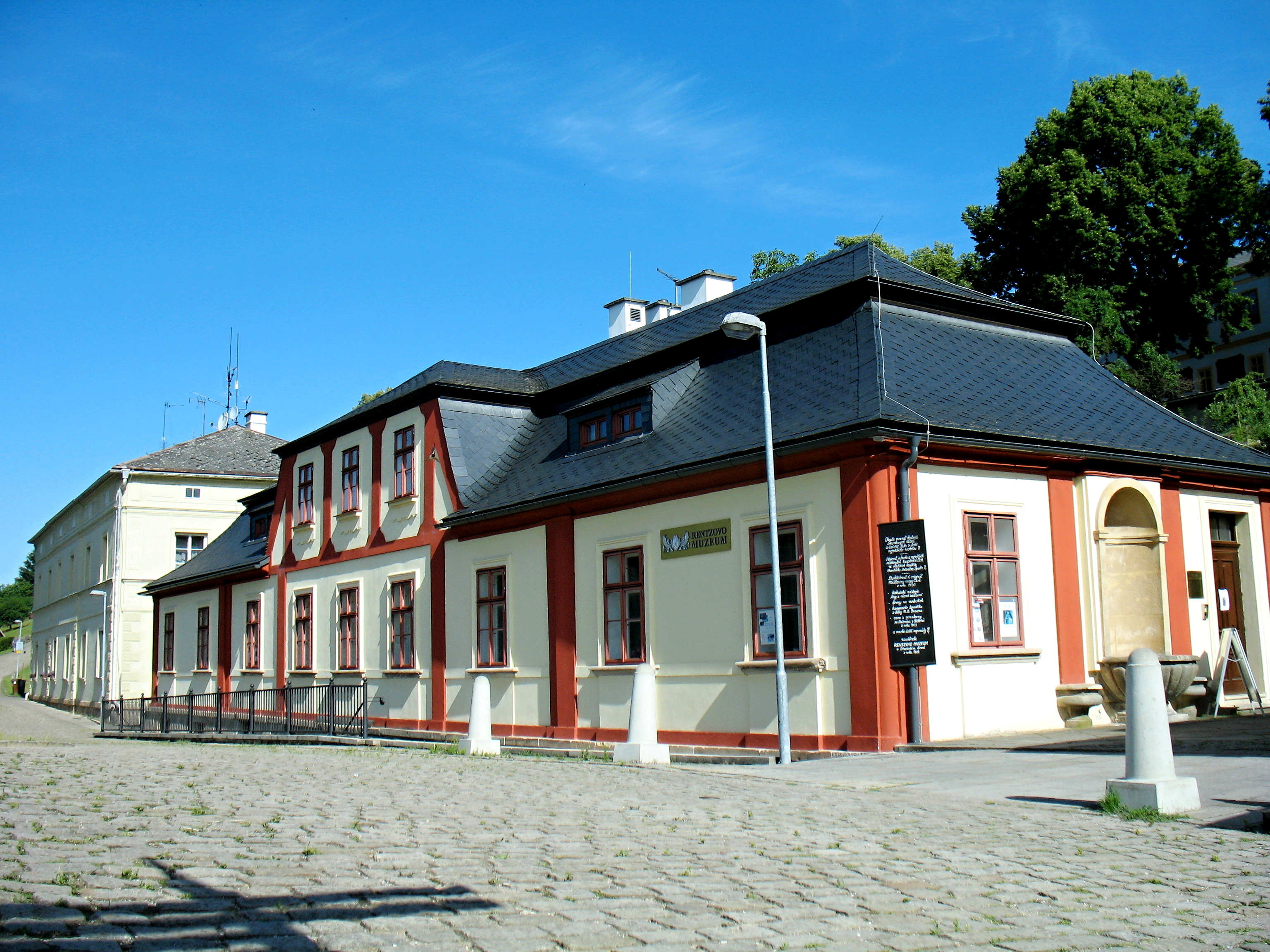
Michael Heinrich Rentz Museum in Kuks, Tschechien

Rentz war vor allem der Illustrator einiger bedeutender und umfangreicher Zyklen. Unter diesen gilt als Hauptwerk „Das christliche Jahr“, an dem er zwölf Jahre lang arbeitete (von 1723 bis 1735). Das Werk mit seinen 300 Stichen basiert auf eigenen Zeichnungen des Künstlers und folgt dem Neuen Testament und dem Kalender der katholischen Heiligen und Märtyrer. Dabei wird der reife künstlerische Stil von Rentz sichtbar. Für ein weiteres Werk mit 212 Stichen – Lebens-Beschreibung der heiligen Alt-Väter, das sogenannte „Buch der Eremiten“ – diente eine ältere französische Sammlung als Vorlage, wobei Rentz diese beträchtlich verbesserte. Daneben schuf der Künstler eine Reihe von Veduten von Sporcks Herrschaft („kleine und große Ansicht von Kukus“, „Innenansicht des gräflichen Grabmals“ zweimal „das Jagdschloss Bonrepos“, „das Bad Podoly bei Hermannstädtel“). Eine Anzahl von Stichen widerspiegeln Sporcks Auseinandersetzung mit seinen Nachbarn, den Jesuiten (Illustrationen zu den „Hexenliedern“, „Gebet mit einem Stich des heiligen Nepomuk“, „Kreuzerrichtung mit dem Heiland“).

### Spätwerk
Nach Sporcks Tod (1738) und nicht mehr unter dessen Einfluss stach Rentz im Verlauf der Vierzigerjahre des 18. Jh. noch 52 herausragende Kupferplatten in drei Ausgaben (1753, 1767 und 1777) unter dem Titel Geistliche Todts-Gedancken („Totentanz“). Damit reihte sich Rentz unter die europäischen Künstler zu diesem Thema, die die klassische Reihenfolge beachteten. Das von den großen kulturellen Zentren entfernte und zwanzig Jahre nach Sporcks Tod weitgehend verlassene Kukus bot nur beschränkte Arbeitsmöglichkeiten für einen Kupferstecher. Dennoch konnte Rentz nach italienischen Vorlagen ein Buch über den hl. Eligius und weitere Schutzheilige der Prager Goldschmiedezunft illustrieren (Prag 1752). Er gestaltete auch die Theresianische Allegorie zum Sieg über die Besetzer vom Prag im Jahre 1742. Rentz stach auch drei Stiche, die ein Schlüsseldokument zur Prager Krönung von Maria Theresia darstellen (Prag 1743) – einzigartige originale Zeugnisse (Colligo flores, 1740, Colligo grana, 1741), und Ansichten der Aderspacher Felsen, 1739. Noch zu Sporcks Lebzeiten arbeitete er vom 1732 bis 1742 (1746?) an zwei monumentalen Tafeln für die Mariensäule in Polička. Aber vor allem schuf er kleine Devotionalien-Bildchen für böhmische und ausländische Wallfahrtsorte, die Klöster und Pfarreien bei ihm bestellten – vera effigies, wahre Abbildung. Bis jetzt wurden über hundert solcher Heiligenbildchen entdeckt.

### Ausstellungen (Auswahl)
- 1997 Projekt Totentanz / Memento Mori, Museum Bochum[6]
- 2003 Umění grafiky. Grafické techniky v průběhu šesti století, Salon, Kabinet, Olomouc
- 2011  Michael Jindřich Rentz, Národní galerie v Praze, Schwarzenberský palác[7]

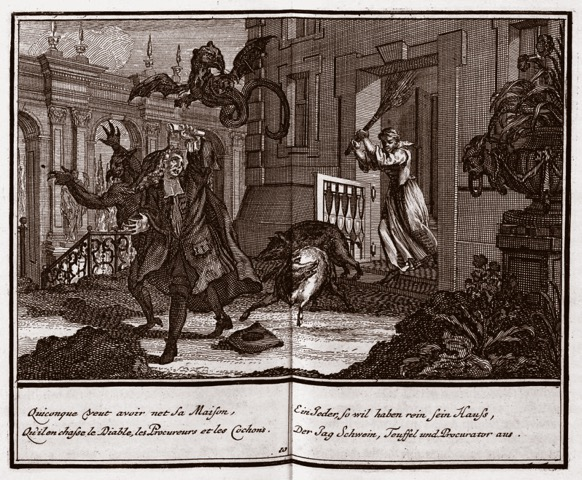
Michael Heinrich Rentz: „Der Teufel, das Schwein und der Prokurator“, Illustration aus dem Buch „Litis abusus“ (1726)
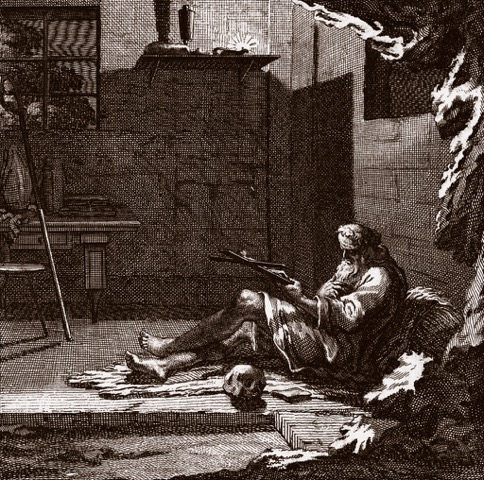
Michael Heinrich Rentz: „Hl. Gregorius von Natianz“, Illustration aus „Das Buch der Eremiten“ (1730–1732)
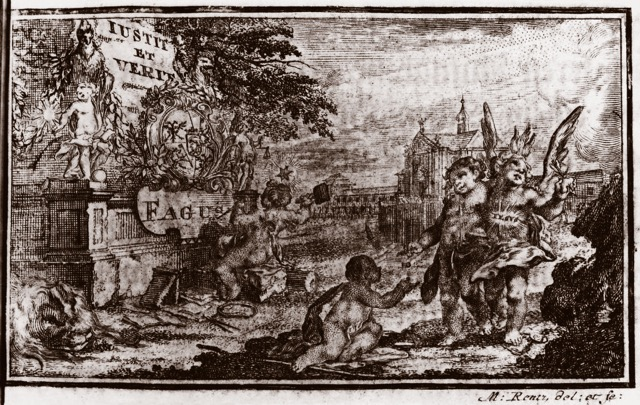
Michael Heinrich Rentz: Sporks imaginäres Denkmal „FAGUS“ mit der Allegorie des Mitleids und mit dem Hospital in Kukus, 1732
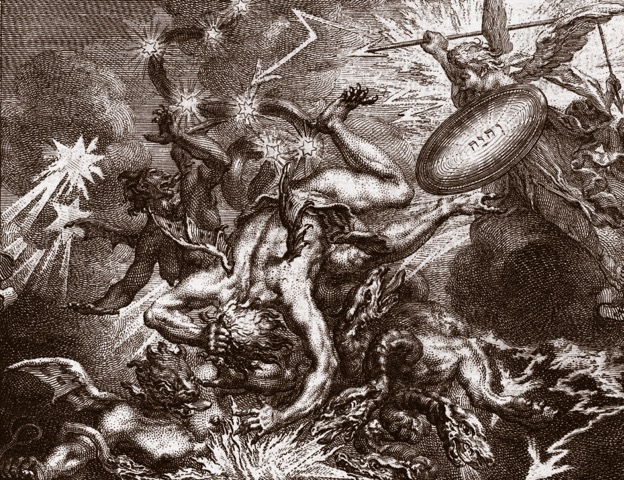
Michael Heinrich Rentz: „Sturz der Engel“, Illustration aus „Das christliche Jahr“ 1. H. der Dreißigerjahre des 18. Jh.
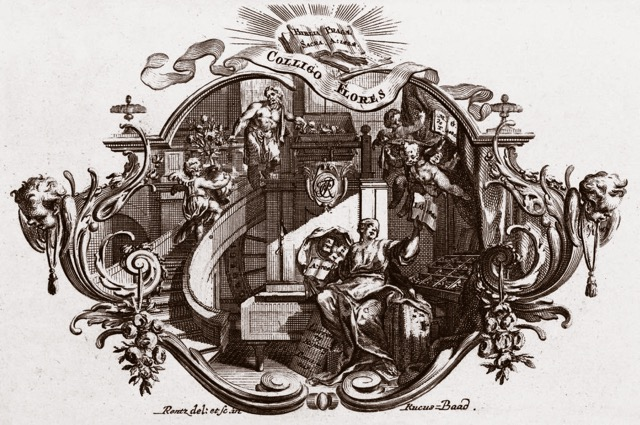
Michael Heinrich Rentz: Signet für den Prager Drucker K. F. Rosenmüller COLLIGO FLORES (1740)
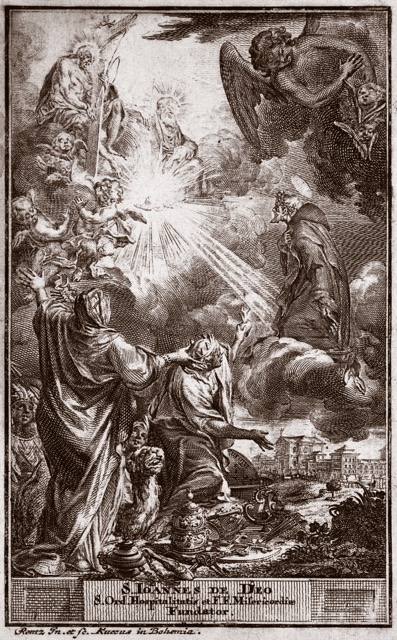
Michael Heinrich Rentz: Hl. Johannes de Deo mit dem Kukuser Hospital (nach 1744) Devotionalenbildchen
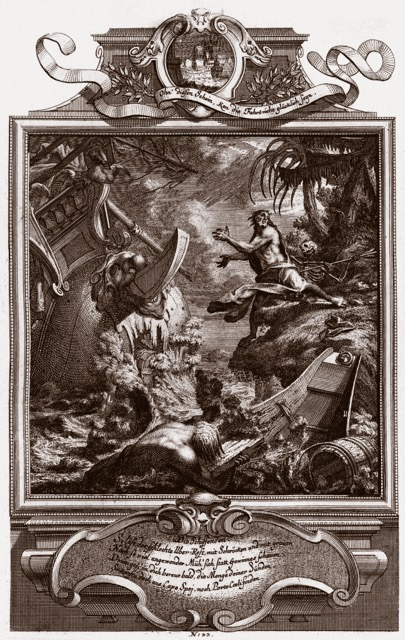
Michael Heinrich Rentz: „Der Schwimmer“, Illustration aus „Der Totentanz“ (1753)
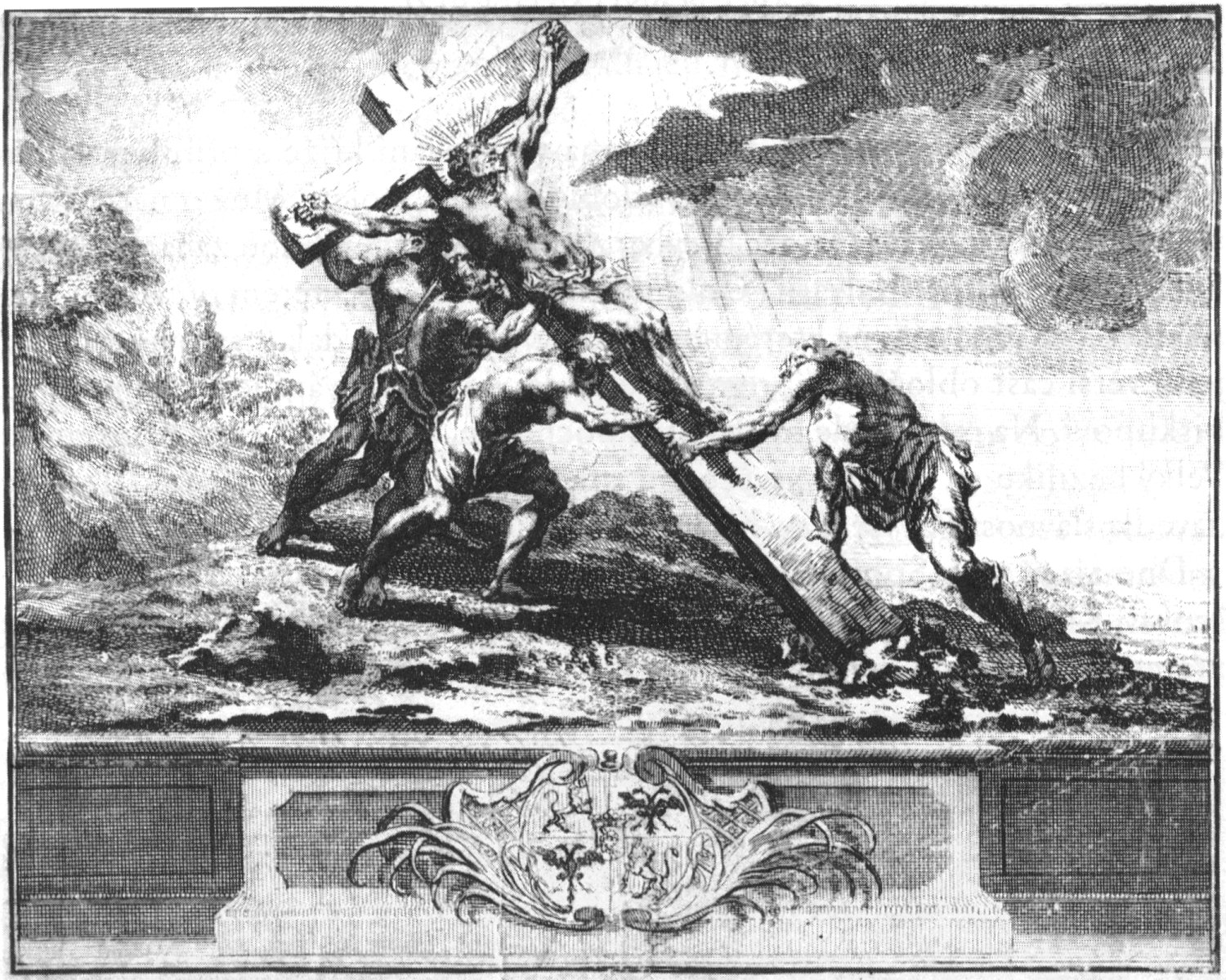
„Die Kreuzerrichtung“, Stich von M. J. Rentz, Grafische Sammlung des Prämonstratenserklosters Strahov, Prag